# Campagne d'Appomattox
 (mai 2023).
La mise en forme du texte ne suit pas les recommandations de Wikipédia : il faut le « wikifier ».
Les points d'amélioration suivants sont les cas les plus fréquents. Le détail des points à revoir est peut-être précisé sur la page de discussion.
- Les titres sont pré-formatés par le logiciel. Ils ne sont ni en capitales, ni en gras.
- Le texte ne doit pas être écrit en capitales (les noms de famille non plus), ni en gras, ni en italique, ni en « petit »…
- Le gras n'est utilisé que pour surligner le titre de l'article dans l'introduction, une seule fois.
- L'italique est rarement utilisé : mots en langue étrangère, titres d'œuvres, noms de bateaux, etc.
- Les citations ne sont pas en italique mais en corps de texte normal. Elles sont entourées par des guillemets français : « et ».
- Les listes à puces sont à éviter, des paragraphes rédigés étant largement préférés. Les tableaux sont à réserver à la présentation de données structurées (résultats, etc.).
- Les appels de note de bas de page (petits chiffres en exposant, introduits par l'outil «  Source ») sont à placer entre la fin de phrase et le point final[comme ça].
- Les liens internes (vers d'autres articles de Wikipédia) sont à choisir avec parcimonie. Créez des liens vers des articles approfondissant le sujet. Les termes génériques sans rapport avec le sujet sont à éviter, ainsi que les répétitions de liens vers un même terme.
- Les liens externes sont à placer uniquement dans une section « Liens externes », à la fin de l'article. Ces liens sont à choisir avec parcimonie suivant les règles définies. Si un lien sert de source à l'article, son insertion dans le texte est à faire par les notes de bas de page.
- La présentation des références doit suivre les conventions bibliographiques. Il est recommandé d'utiliser les modèles {{Ouvrage}}, {{Chapitre}}, {{Article}}, {{Lien web}} et/ou {{Bibliographie}}. Le mode d'édition visuel peut mettre en forme automatiquement les références.
- Insérer une infobox (cadre d'informations à droite) n'est pas obligatoire pour parachever la mise en page.

Pour une aide détaillée, merci de consulter Aide:Wikification.
Si vous pensez que ces points ont été résolus, vous pouvez retirer ce bandeau et améliorer la mise en forme d'un autre article.
Pour les articles homonymes, voir Appomattox (homonymie).
Batailles
Offensive de l'Union - Bataille de Lewis's Farm - Bataille de White Oak Road - Bataille de Dinwiddie Court House - Bataille de Five Forks - Troisième bataille de Petersburg - Bataille de Sutherland's Station.

Retraite des Six Jours - Bataille de Namozine Church - Bataille d'Amelia Springs - Bataille de Sayler's Creek - Bataille de Rice's Station - Bataille de Cumberland Church - Bataille de High Bridge - Bataille d'Appomattox Station - Bataille d'Appomattox Court House.
La Campagne d'Appomattox (29 mars - 9 avril 1865) est une série de batailles en Virginie, qui aboutissent à la reddition du général confédéré Robert E. Lee de l'Armée de la Virginie du Nord qui symbolise la fin de la guerre de Sécession américaine.

## Contexte
Depuis juin 1864, les forces de l'Union, sous les ordres du lieutenant-général Ulysses S. Grant, assiègent l'armée du général Lee dans la ville de Petersburg (Virginie). Les deux armées passent l'hiver dans une série très élaborée de tranchées, qui s'étendent sur près de 35 milles (56 km), préfigurant les tactiques utilisées pendant la Première Guerre mondiale. Grant ayant établi ses quartiers d'hiver légèrement plus à l'ouest, les Confédérés ont dû étendre leur ligne de défense pour compenser. En conséquence, la concentration de troupes confédérées tombe à moins de 1000 hommes par mile (625 hommes / km). Lee sait que son armée ne pourra pas survivre indéfiniment à ce siège, et il cherche un moyen d'échapper à la situation précaire dans laquelle il s'est enfermé. Le printemps arrivant, les pluies diminuent, et le système routier local redevient à nouveau praticable.
La campagne d'Appomattox est précédée par l'échec des Confédérés à la Bataille de Fort Stedman, le 25 mars 1865, qui vient conclure le siège de Petersburg. Cette dernière tentative de briser le siège mené par l'Union entraîne de lourdes pertes dans l'armée confédérée. Lee sait que Grant va bientôt tenter de s'emparer de la seule ligne de ravitaillement qui lui reste, la South Side Railroad, ce qui condamnerait son armée.
Lee est désormais le commandant de toutes les armées confédérées. Son plan est de s'extirper des griffes de l'Union, de se retirer vers le sud-ouest, et de ravitailler son armée affamée à Lynchburg (Virginie), puis de faire route vers le sud en direction de la Caroline du Nord. Il espère ainsi opérer la jonction de son Armée de Virginie du Nord avec les forces du général Joseph E. Johnston. Ces armées réunies, il espère vaincre l'armée du major-général de l'Union William T. Sherman qui poursuit Johnston, puis se retourner pour frapper conjointement l'armée de Grant. En prévision de sa tentative de sortie, il déplace ses forces sur son flanc droit.
Grant, quant à lui, renforce sa position avec des troupes supplémentaires. Le major-général Philip Sheridan revient victorieux de sa campagne dans la vallée de Shenandoah. L'armée de la James du major-général Edward Ord prend position dans la ligne de siège de Petersburg, ce qui libère le Corps d'armée des majors généraux Gouverneur K. Warren et Andrew A. Humphreys, pour mener une action offensive contre Lee.

## Batailles
La campagne d'Appotamox regroupe une série de batailles en Virginie, débutant le 29 mars par la Bataille de Lewis's Farm, jusqu'à la reddition du général Lee, le 9 avril 1865.

### Offensive de L'Union

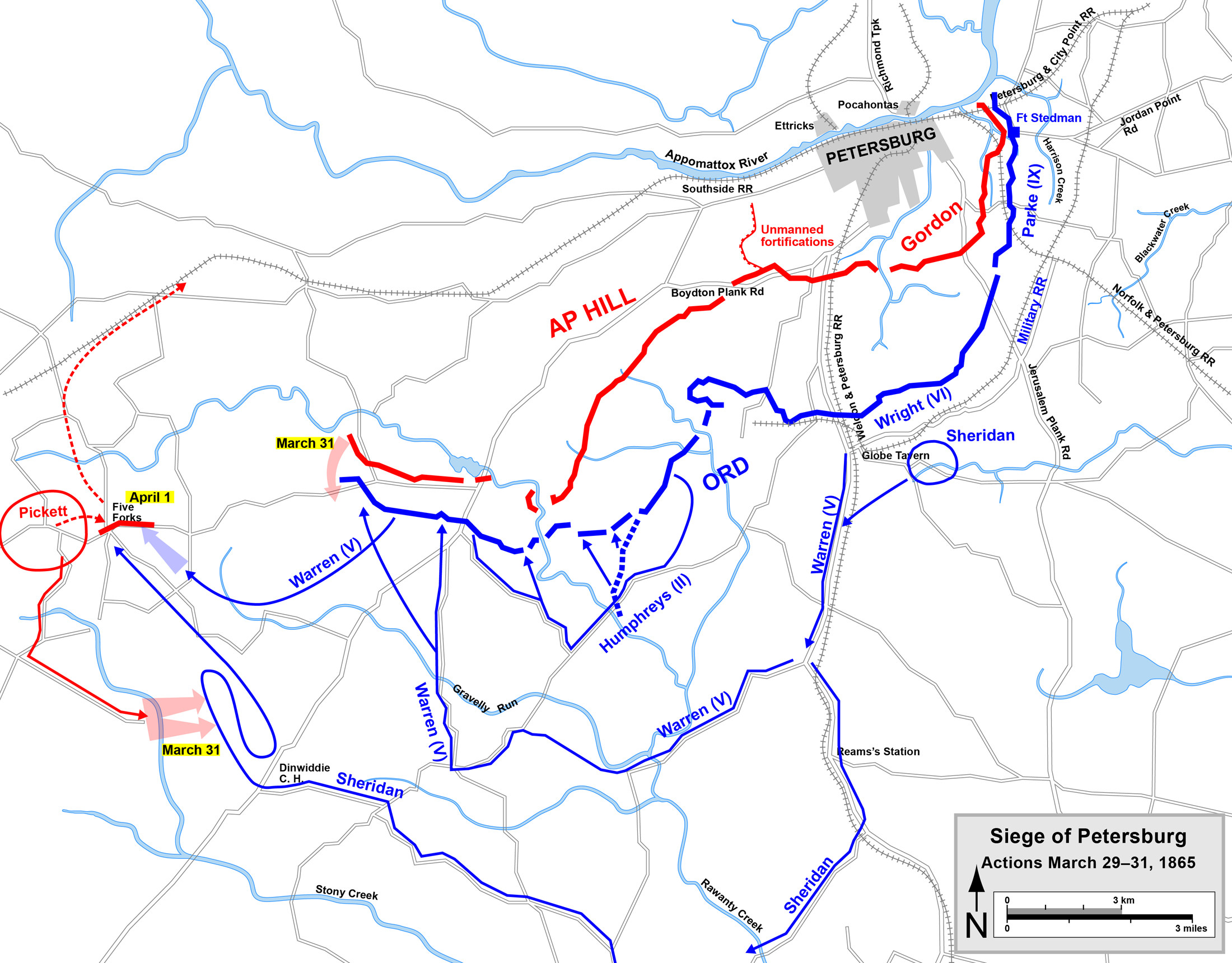
Mouvement des forces armées à Petersburg, jusqu'à la bataille de Five Forks (1er avril).

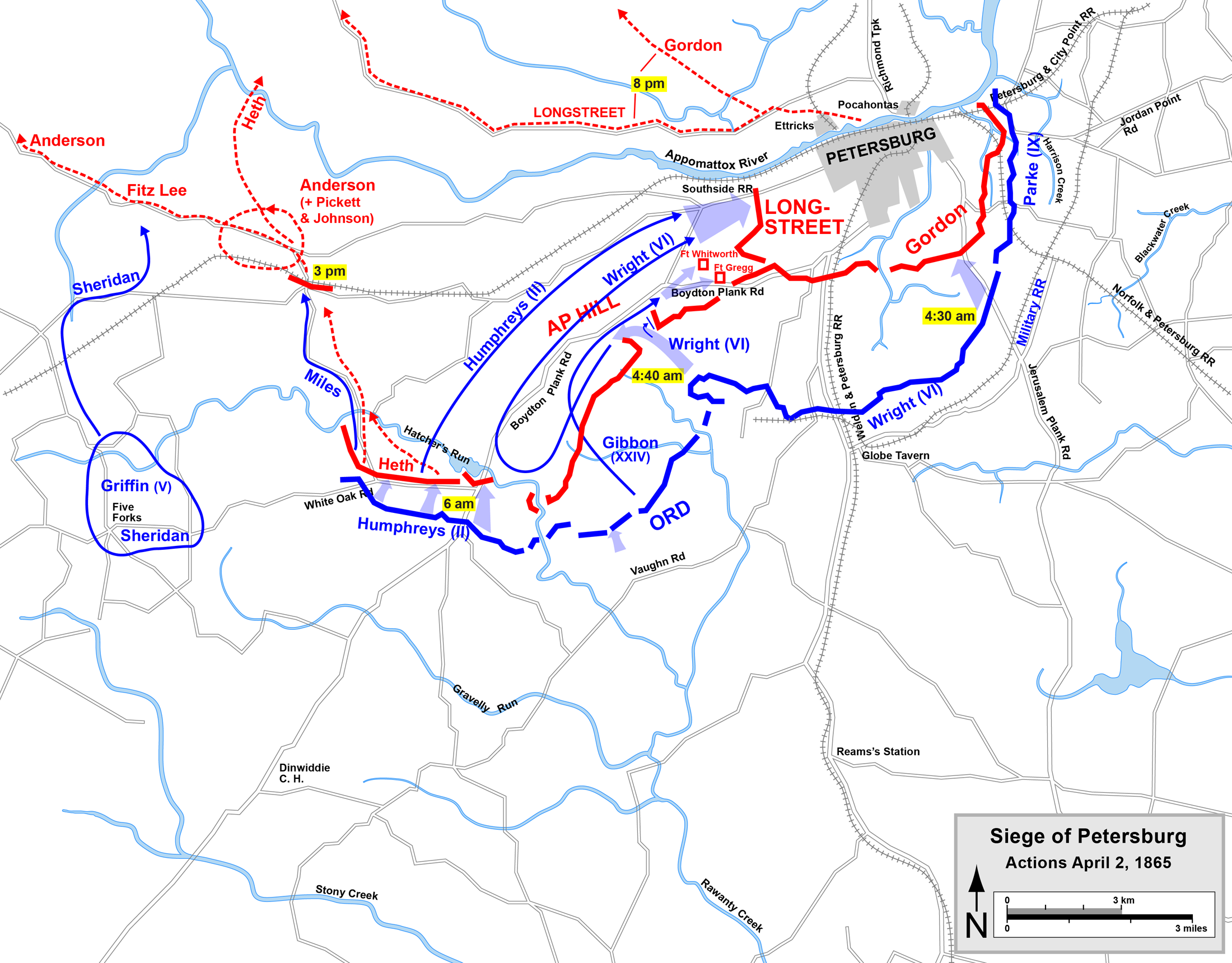
L'assaut de Grant sur les lignes de Petersburg et le début de la retraite de Lee.

Bataille de Lewis's Farm (29 mars 1865)
La cavalerie de Sheridan et le Ve Corps de Warren débutent l'offensive de l'Union en lançant un mouvement tournant au sud-ouest de Dinwiddie Court House, dans l'espoir d'envelopper le flanc droit de Lee.
Bataille de White Oak Road (31 mars)
Lee déplace ses forces pour contrer ce mouvement de l'Union qui le menace sur son flanc droit. Warren et son Ve Corps tentent un assaut sur les tranchées confédérées le long de la White Oak Road, mais ils sont repoussés temporairement par une contre-attaque du major-général Bushrod Johnson.
Bataille de Dinwiddie Court House (31 mars)
Le mouvement de contournement tenté par la cavalerie de Sheridan est bloqué par la cavalerie du major-général William Henry Fitzhugh Lee (Rooney Lee) et l'infanterie commandée par le major-général George Pickett.
Bataille de Five Forks (1er avril)
Dans cette bataille décisive, Warren et Sheridan parviennent à déloger Pickett et Rooney Lee du carrefour de Five Forcks, une position stratégiquement critique qui protégeait les lignes de ravitaillement confédérées. Plus de 4 500 soldats confédérés se rendent, au terme de cette bataille. Le matin suivant, Lee conseille au gouvernement confédéré d'abandonner les villes de Petersburg et Richmond (Virginie). Son plan est, à ce stade, de déplacer ses forces depuis ces deux villes en traversant la rivière Appomattox, puis d'opérer la jonction à  Amelia Court House, où ils pourraient se réapprovisionner à la Richmond et Danville Railroad grâce aux stocks évacués depuis Richmond. Ils pourraient ensuite faire route vers  Danville, la destination du gouvernement confédéré en fuite, et de là vers le sud afin de se porter à la rencontre des troupes de Johnston.
Troisième bataille de Petersburg (2 avril)
Le major-général George G. Meade lance quatre corps de son armée du Potomac à l'assaut du peu de troupes confédérées encore présentes dans les tranchées de leur ligne de défense. Le commandant de Corps confédéré, le lieutenant-général A.P. Hill trouve la mort au cours de cette bataille.
Bataille de Sutherland's Station (2 avril)
L'Union parvient enfin à se saisir de la Southside Railroad, coupant ainsi la ligne de ravitaillement de Lee. Le même jour, le Corps d'armée du lieutenant-général James Longstreet traverse la James River pour renforcer la défense de Petersburg. La ville de Richmond est évacuée au cours de la nuit suivante, et le gouvernement confédéré est en fuite. Le lieutenant-général Richard S. Ewell, responsable des défenses de la ville, reçoit l'ordre de détruire tout ce qui possède une valeur militaire. Des émeutes éclatent parmi la population civile et de grandes explosions résonnent dans la nuit.

### Retraite confédérée

Retraite de Lee pendant la campagne d'Appomattox, 3 avril - 9 avril 1865.

Bataille de Namozine Church (3 avril 1865)
Le 3 avril, une escarmouche mineure de cavalerie se produit. Lee parvient à Amelia Court House le lendemain et constate que les rations attendues ne sont pas arrivées : elles n'ont tout simplement pas été chargées sur les trains qui ont fui Richmond, et celles des trains de ravitaillement ont été capturées par la cavalerie de l'Union. Avec 30 000 hommes affamés à nourrir, Lee choisit de rester dans la région pour le reste de la journée, et envoie des détachements pour piller les fermes alentour, mais la plupart ne reviennent qu'avec très peu de provisions. Ce faisant, Lee commet une erreur tactique, fournissant à ses poursuivants le temps nécessaire pour rattraper l'avance qu'il avait prise sur eux.
Bataille d'Amelia Springs (5 avril)
C'est une seconde escarmouche mineure de cavalerie. Ce même jour, Lee découvre que son itinéraire vers Danville a été bloqué par un mouvement rapide de la cavalerie de l'Union. La seule option qui lui reste alors est de se déplacer vers l'ouest en direction de Lynchburg, ce qui est une longue marche, surtout sans nourriture. Mais le Commissaire Général Confédéré promet à Lee qu'il lui fournira 80 000 rations à  Farmville, 25 milles (40 km) à l'ouest.
Bataille de Sayler's Creek (6 avril)
Près d'un quart de l'armée confédérée (environ 8 000 hommes, l'équivalent de deux Corps), sont coupés du reste de l'armée et forcés à se rendre auprès de Sheridan, Humphrey, et le major-général Charles Griffin (qui remplace Warren, relevé de son commandement par Sheridan après la Bataille de Five Forks).
Bataille de la Rice's Station (6 avril)
C'est une escarmouche mineure qui se produit lorsque le Corps commandé par Longstreet arrive depuis Petersburg et emprunte le pont High Bridge qui traverse l'Appomattox.
Bataille de Cumberland Church (7 avril)
Le IIe Corps commandé par Humphreys parvient à frapper l'arrière de l'armée confédérée, mais il est finalement repoussé.
Bataille de High Bridge (6 avril-7 avril)
Le gros de ce qui reste de l'armée de Lee traverse le fleuve Appomattox, et l'arrière-garde de Longstreet brûle les ponts derrière elle. Mais le IIe Corps de l'Union parvient à éteindre les flammes sur deux des ponts, et il traverse également l'Appomatox, rattrapant les Confédérés à Farmville. La cavalerie du major-général Fitzhugh Lee est en mesure de tenir à distance l'infanterie de l'Union jusqu'à la tombée de la nuit, mais sous cette pression, Lee est forcé de continuer sa marche vers l'ouest, privant ainsi ses hommes de l'occasion de manger enfin les rations de Farmville qu'ils avaient attendues si longtemps. Lee espère alors rejoindre Appomattox Station, 25 miles (40 km) plus à l'ouest, où un train de ravitaillement les attend. Dans la nuit du 7 avril, Lee reçoit une lettre de Grant lui proposant que son Armée de la Virginie du Nord se rende. Lee refuse, gardant le secret espoir que son armée parvienne jusqu'à Appomattox Station avant d'être prise au piège. Il répond à Grant par une lettre évasive, demandant quelles modalités Grant propose pour sa reddition.
Bataille d'Appomattox Station (8 avril)
La division de cavalerie de Custer saisit un train de ravitaillement et 25 canons, bloquant efficacement la route de Lee. Grant envoie une nouvelle lettre à Lee, lui proposant des conditions de reddition généreuses, comme le lui a demandé le Président Abraham Lincoln, et il lui propose également d'organiser une réunion pour en discuter.
Bataille d'Appomattox Court House et reddition de Lee (9 avril)
Le Corps affaibli numériquement du major-général John B. Gordon tente de briser les lignes de l'Union dans l'espoir d'atteindre les ravitaillements qui l'attendent à Lynchburg. Ils parviennent à refouler la cavalerie de Sheridan, mais se retrouvent confrontés au Ve Corps de l'Union au grand complet. Encerclé sur trois côtés, Lee accepte la reddition de son armée.
La campagne d'Appomattox démontre les qualités de commandement de Grant et de Sheridan, notamment dans l'opiniâtreté qu'ils mettent à enchainer leurs manœuvres incessantes, et au travers de l'inlassable poursuite qu'ils mènent contre l'armée de Lee. Ce sont ces qualités qui ont probablement manqué aux généraux précédents de l'Union qui n'ont pas toujours su saisir les occasions qui s'offraient à eux, comme ce fut le cas de George G. Meade après la Bataille de Gettysburg et George B. McClellan après la Bataille d'Antietam.
Lee a probablement fait du mieux qu'il pouvait, dans les circonstances où il se trouvait, avec son approvisionnement réduit et ses soldats épuisés. La reddition de Lee ne représente que la perte d'une seule armée confédérée, mais c'est un choc psychologique dont les pays du Sud ne peuvent se remettre. Toutes les autres armées du Sud capitulent en juin 1865.

## Classification de la campagne
Les historiens ne s'accordent pas sur la délimitation précise entre les différentes campagnes de cette époque. Cet article utilise le classement mis à jour par le National Park Service des États-Unis d'Amérique.
Une autre classification est tenue par l'Académie militaire de West Point. Dans leur Atlas of American Wars (Esposito, 1959), la période du 29 mars au 31 mars, dont la Bataille de Five Forks, est considérée comme la fin du "siège de Petersburg, II" (qui commence en octobre 1864). Le reste de la guerre en Virginie est classé comme la «Poursuite jusqu'à l'Appomattox Court House - La défaite de Lee (3-9 avril 1865)".

## Source
- (en) Cet article est partiellement ou en totalité issu de l’article de Wikipédia en anglais intitulé « Appomattox Campaign » (voir la liste des auteurs).